# A Kilimandzsáró hava (film, 1952)
A Kilimandzsáró hava (eredeti cím: The Snows of Kilimanjaro) 1952-ben bemutatott amerikai Technicolor romantikus kalandfilm, melyet Henry King rendezett. A forgatókönyvet Casey Robinson írta, Ernest Hemingway 1936-os azonos című novellája alapján (bár attól eltérő befejezéssel). A főbb szerepekben Gregory Peck, Susan Hayward és Ava Gardner látható.
Az Amerikai Egyesült Államokban 1952. október 23-án mutatták be a mozikban. Bevételi szempontból sikert aratott és az 1952-es év harmadik legnagyobb bevételt elérő filmje lett. Bár vegyes kritikákat kapott, a 25. Oscar-gálán legjobb operatőr és legjobb látványtervezés kategóriákban jelölték a legjobb színes filmnek járó díjakra.
A film közkincsnek minősül.

## Cselekmény
A Kilimandzsáró 19710 láb magas, hóval borította hegy. Afrika legmagasabb pontja. Közel a nyugati csúcshoz egy leopárd megfagyott tetemére bukkantak. Senki sem tudta még megmagyarázni, mit keresett a leopárd ilyen magasan...?
Harry Street híres, kiábrándult író és vadász, aki Afrikába utazott szafarira. Egy kis sérülése elfertőződése miatt magatehetetlenül fekszik, a halált várva, miközben női kísérője, Helen gondoskodik róla.
Amíg Harry segítségre vár, hogy elszállítsák a táborból, leperegnek előtte életének addigi fontos eseményei.

## Szereplők
| Színész        | Szerep           | Magyar hang (1971) |
| -------------- | ---------------- | ------------------ |
| Gregory Peck   | Harry Street     | Bitskey Tibor      |
| Susan Hayward  | Helen            | Földi Teri         |
| Ava Gardner    | Cynthia Green    | Vass Éva           |
| Hildegard Knef | Elizabeth grófnő | Dallos Szilvia     |
| Leo G. Carroll | Bill bácsi       | Benkő Gyula        |
| Torin Thatcher | Mr. Johnson      |                    |
| Marcel Dalio   | Emile            |                    |
| N/A            | narrátor         | Fülöp Zsigmond     |

## Fordítás
- Ez a szócikk részben vagy egészben  a   The Snows of Kilimanjaro (1952 film) című angol Wikipédia-szócikk ezen változatának fordításán alapul.  Az eredeti cikk szerkesztőit annak laptörténete sorolja fel. Ez a jelzés csupán a megfogalmazás eredetét és a szerzői jogokat jelzi, nem szolgál a cikkben szereplő információk forrásmegjelöléseként.